# Radinio Balker
Radinio Balker (Almere Poort, 3 september 1998) is een Nederlands voetballer die  als verdediger voor FC Groningen speelt.

## Carrière
Radinio Balker speelde in de jeugd van ASC Waterwijk, AVV Zeeburgia en Almere City FC. Hier maakte hij zijn debuut in het profvoetbal op 14 december 2018, in de met 2-3 verloren thuiswedstrijd tegen Jong Ajax.

### Statistieken

#### Beloften
| Seizoen                        | Club                | Land            | Competitie      | Competitie | Competitie | Overig | Overig | Totaal | Totaal |
| Seizoen                        | Club                | Land            | Competitie      | Wed.       | Dlp.       | Wed.   | Dlp.   | Wed.   | Dlp.   |
| ------------------------------ | ------------------- | --------------- | --------------- | ---------- | ---------- | ------ | ------ | ------ | ------ |
| 2017/18                        | Jong Almere City FC | Nederland       | Derde divisie   | 20         | 1          | 4      | 0      | 24     | 1      |
| 2018/19                        | Jong Almere City FC | Nederland       | Tweede divisie  | 12         | 2          | —      | —      | 12     | 2      |
| Totaal beloften                | Totaal beloften     | Totaal beloften | Totaal beloften | 32         | 3          | 4      | 0      | 36     | 3      |
| Bijgewerkt op 23 december 2018 |                     |                 |                 |            |            |        |        |        |        |

#### Senioren
| Seizoen                        | Club            | Land            | Competitie      | Competitie | Competitie | Beker | Beker | Overig | Overig | Totaal | Totaal |
| Seizoen                        | Club            | Land            | Competitie      | Wed.       | Dlp.       | Wed.  | Dlp.  | Wed.   | Dlp.   | Wed.   | Dlp.   |
| ------------------------------ | --------------- | --------------- | --------------- | ---------- | ---------- | ----- | ----- | ------ | ------ | ------ | ------ |
| 2018/19                        | Almere City FC  | Nederland       | Eerste divisie  | 19         | 0          | 0     | 0     | —      | —      | 19     | 0      |
| 2019/20                        | Almere City FC  | Nederland       | Eerste divisie  | 22         | 1          | 0     | 0     | 2      | 0      | 24     | 1      |
| 2020/21                        | Almere City FC  | Nederland       | Eerste divisie  | 15         | 2          | 0     | 0     | 1      | 0      | 16     | 2      |
| 2021/22                        | FC Groningen    | Nederland       | Eredivisie      | 0          | 0          | 0     | 0     | -      | -      | 0      | 0      |
| 2022/23                        | FC Groningen    | Nederland       | Eredivisie      | 14         | 1          | 2     | 0     | -      | -      | 16     | 1      |
| Totaal senioren                | Totaal senioren | Totaal senioren | Totaal senioren | 70         | 4          | 2     | 0     | 3      | 0      | 75     | 4      |
| Bijgewerkt t/m 16 januari 2023 |                 |                 |                 |            |            |       |       |        |        |        |        |